# Kidder Smith
George Everard Kidder Smith (* 1913 in Birmingham (Alabama); † 1997) war ein US-amerikanischer Architektur-Kritiker und -Fotograf.

## Biografie
Smith studierte Architektur an der Universität Princeton, wo er auch das Studium im Jahr 1938 mit dem Titel MFA abschloss.
Er diente während des Zweiten Weltkriegs in der US-Marine, wo er besondere fotografische Aufgaben wahrnahm. 
Smith verfasste einige Bücher, die er mit eigenen Bildern illustrierte. Sein erstes Buch war das 1943 erschienene Brazil Builds (Brasilien baut), in dem er sich in Zusammenarbeit mit dem Museum of Modern Art mit dem südamerikanischen Modernismus auseinandersetzte.
Dem Buch Brazil Builds folgten Titel wie Switzerland Builds (Die Schweiz baut), Sweden Builds (Schweden baut), Italy Builds (Italien baut) und sein wichtigstes Werk, Source Book of American Architecture (Quellenbuch der amerikanischen Architektur).